# SQLab
Die SQlab GmbH ist ein deutscher Hersteller von Fahrradzubehör mit Sitz in Oberhaching. SQlab ist bekannt für ihre Ergonomie. Der Name leitet sich von Asklepios ab.

## Geschichte

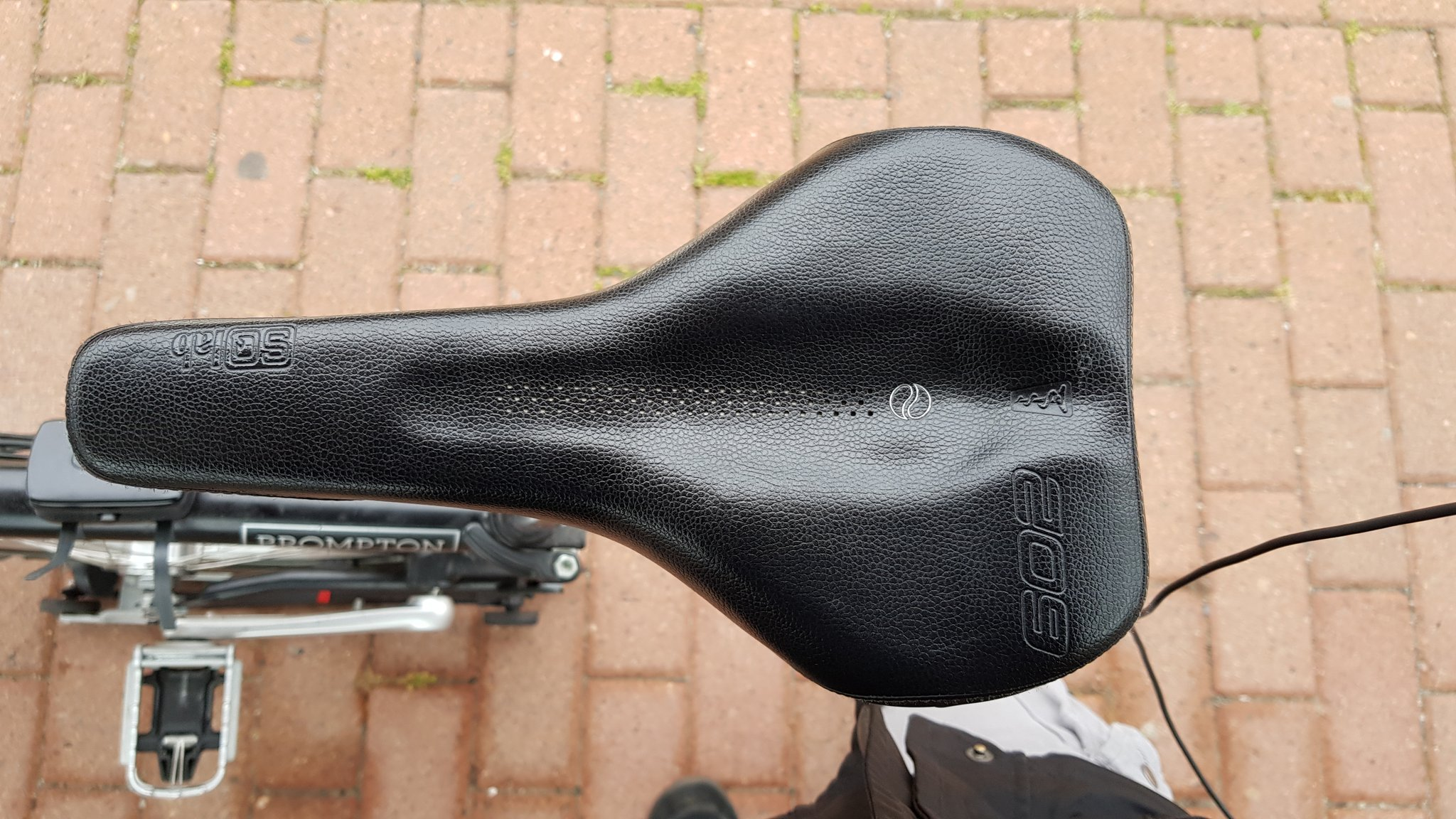
SQLab 602 ERGOLUX Active Infinergy 2.0 Sattel

1992 wurde SQlab von Tobias Hild unter dem Namen Amazing Toys in München gegründet. 2002 wurde als erster Hersteller von Sätteln ein einheitliches Messsystem für Sättel entwickelt, welches heute auch von anderen Herstellern verwendet wird. Im selben Jahr beginnt SQlab mit dem Vertrieb des geteilten Sattels Hobson Easyseat, welcher speziell für Prostatapatienten entwickelt wurde. 2003 wurde das Unternehmen in SQlab offiziell umbenannt und die ersten Griffe und Stufensättel wurden veröffentlicht. 2006 wurden die Griffe erstmals in verschiedenen Größen angeboten. 2011 erfolgte der Umzug nach Taufkirchen. 2016 wurde der Online B2B Vertrieb gestartet. 2017 wurde das erste eigene Hosenpolster entwickelt, welches in der 2019 veröffentlichten Radhose Verwendung findet. Ab 2018 bot SQlab extra für Sportler entwickelte Matratzen namens "Q [kju:]" an. 2019 kooperierte SQlab mit Magenwirth Technologies. Außerdem wurde eine Kooperation mit dem Radeln und Helfen e. V. verkündet. In diesem Rahmen wurden Sonderauflagen bestimmter Produkte gefertigt. 2020 wurde zusammen mit dem Mountainbiker Fabio Wibmer eine Kollektion herausgegeben.
SQlab verkauft ihre Produkte in über 20 Länder. Sie vergeben jährlich den SQlab Ergonomie Award.
Am 31. März 2021 wurde die SQlab GmbH von der Boards & More GmbH übernommen. Diese gehört wiederum zur Emeram Capital Partners, einer Private-Equity-Gesellschaft.

## Produkte
SQlab bietet Produkte für alle Kontaktstellen zwischen Fahrrad und Fahrer an. Sättel, Griffe, Lenker und Pedale sind jeweils in verschiedenen Größen erhältlich. Um die richtige Ausführung zu finden, werden verschiedene Messmethoden verwendet.

### Sättel

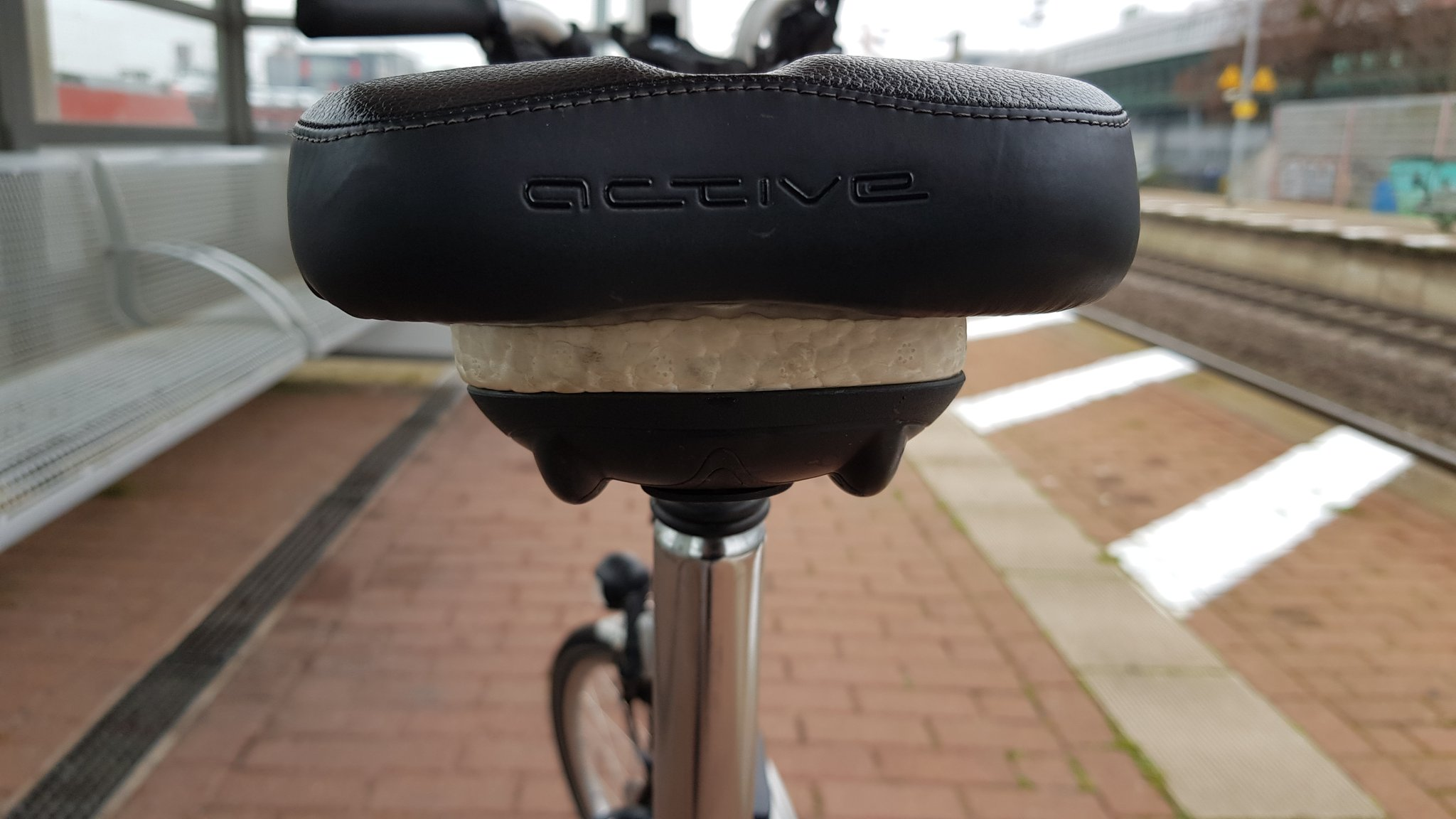
BASF-Material in einem SQlab 602 ERGOLUX Active Infinergy 2.0

SQlab bietet in jedem Fahrradbereich entsprechende Sättel an. Diese gibt es immer in verschiedenen Breiten, welche anhand des individuellen Sitzknochenabstandes und der Sitzposition auf dem Rad ausgewählt wird. Viele Sättel haben das sogenannte Active-System mit wechselbaren Elastomeren verbaut, womit man die Beweglichkeit des Sattels einstellen kann. Bei Komfortsätteln wird mit einem Infinergy Dämpfer bestehend aus einem BASF-Material statt den Elastomeren gearbeitet. 2013 wurden SQlab Sättel von der Stiftung Warentest als "empfehlenswert" eingestuft. 2020 wurde die M-D Line eingeführt, welche zu noch mehr Druckentlastung im Schambereich führen soll. Je mehr der Schambereich entlastet, umso mehr werden die Sitzknochen belastet, die sind allerdings zum Sitzen da wie der Name schon sagt, müssen sich aber oft erst ein paar Fahrten an die neue Form und Belastung gewöhnen. 
| Einsatzbereich | Sattelgruppen |
| -------------- | ------------- |
| City           | 621           |
| Trekking       | 601, 602      |
| MTB            | 6OX, 610, 611 |
| Road           | 612, 612R     |
| Triathlon      | 613           |

#### Vermessungsmethode
SQlab bietet verschiedene Messmethoden an. Einerseits ein DIY Kit mit einer Messpappe, die man auf eine Oberfläche legt und sich draufsetzt oder bei einem Partner mit entsprechendem Gerät sich ausmessen lässt. In beiden Fällen pressen sich die Sitzknochen in das Material und hinterlassen einen Abdruck. Von diesem wird dann der Abstand von Mitte zu Mitte gemessen und anhand der Sitzposition, welche man auf dem Fahrrad einnimmt bis zu 4 cm dazugerechnet. Somit erhält man die Angabe, welche Breite man als Sattel braucht. 2016 wurde eine Studie der Sporthochschule Köln veröffentlicht, die diese Messmethode bestätigte.

#### Probleme
Es kann das Problem auftreten, dass durch die abgesenkte Nase des Sattels der Fahrer von dem Sattel rutscht.

### Griffe

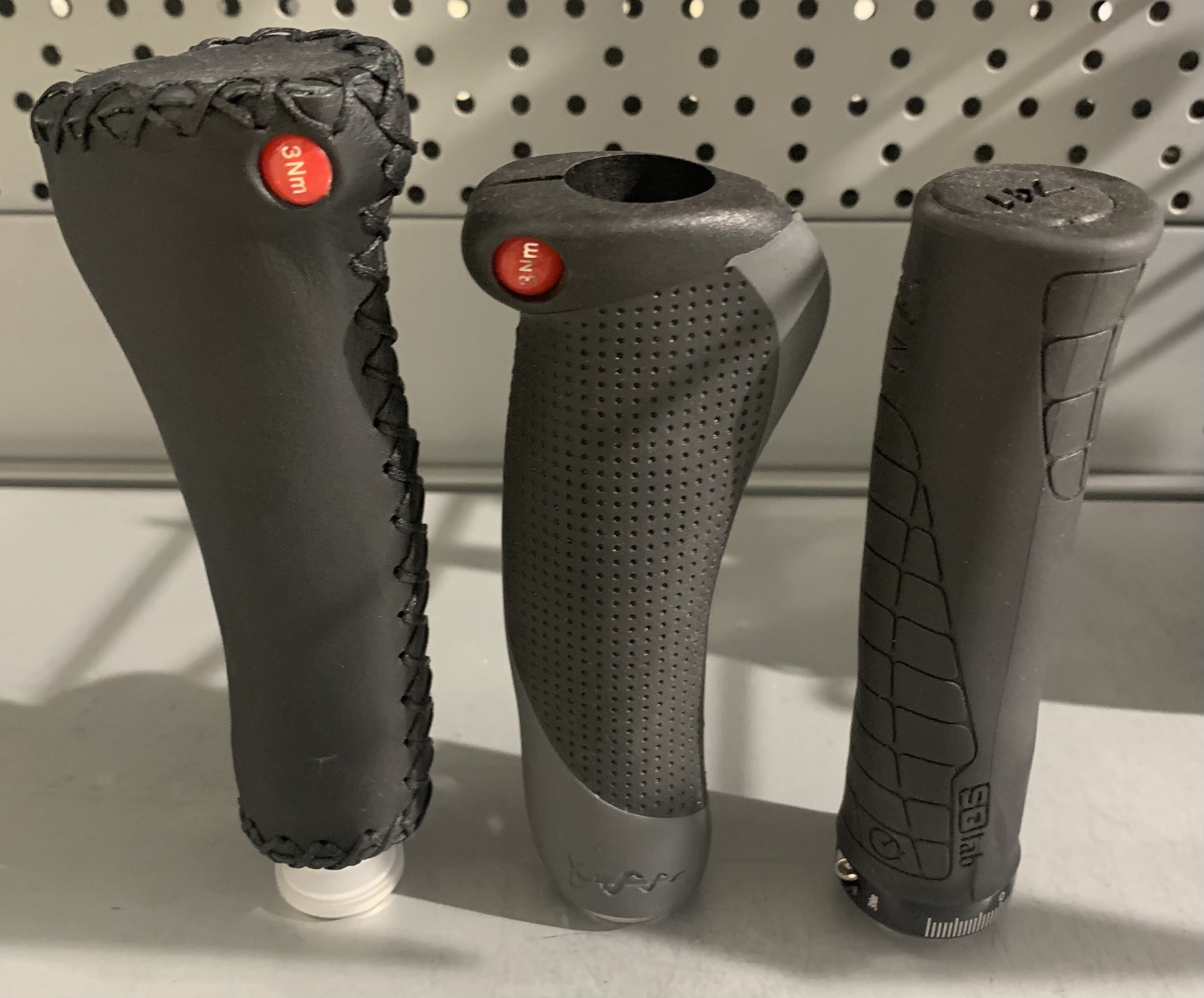
Verschiedene SQlab Griffe

Alle Griffe von SQlab sind mit einer Klemmung versehen, damit diese nicht verrutschen können. Es gibt bis zu drei verschiedene Größen, welche durch das Handauflegen auf eine vorgefertigte Schablone ermittelt werden kann. Die Griffe haben unterschiedlich große Auflageflächen für unterschiedliche Fahr- und Begebenheiten. 2018 wurden die Griffe mit dem Eurobike Gold Award ausgezeichnet. Seit 2016 lassen sich sogenannte „Innerbarends“ nachrüsten. Dies sind Hörnchen, welche auf der Innenseite des Griffes angebracht werden. Damit soll eine angenehmere Griffhaltung erzeugt werden.

### Pedale

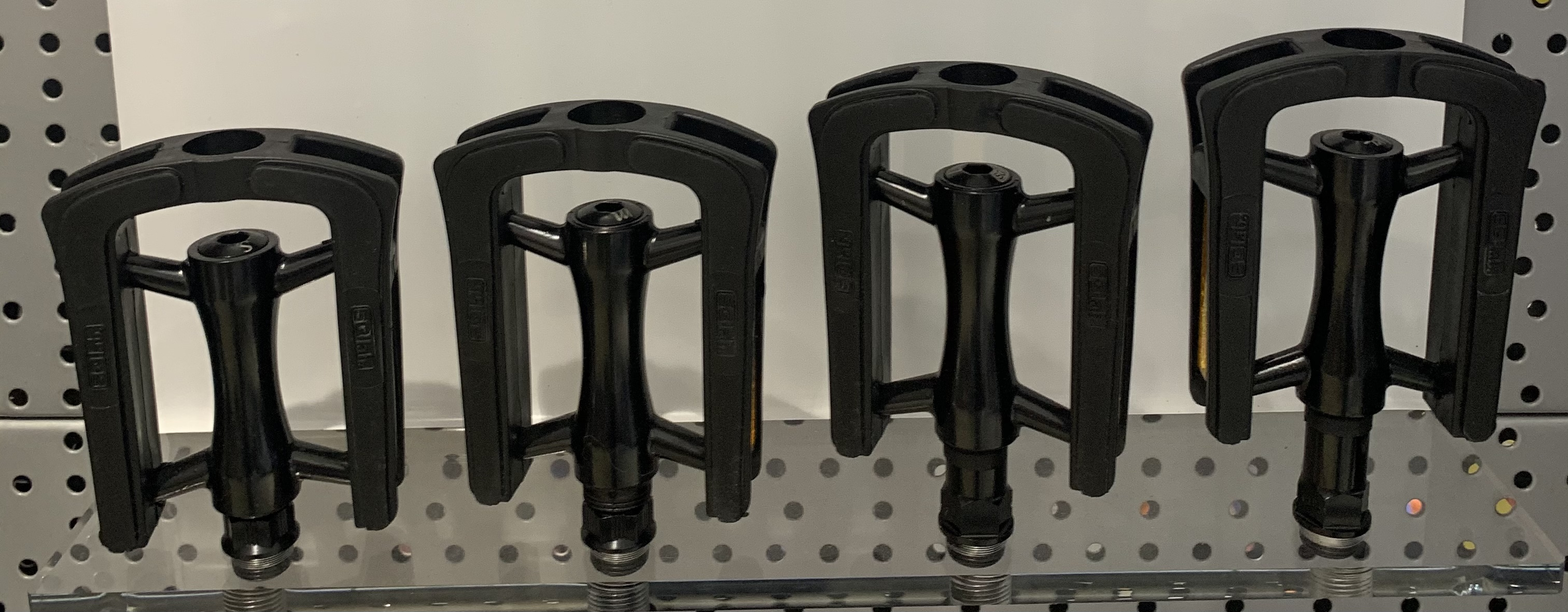
Pedale von SQlab in verschiedenen Größen

Statt Pedalen in Einheitsgröße anzubieten, setzt SQlab auf verschiedene Achslängen, welche über die Schuhgröße und Fußstellung ermittelt werden kann. Die Pedalen sind sowohl als Klickpedal für SPD und Look Keo als auch ohne Klicksystem erhältlich.

### Shorts

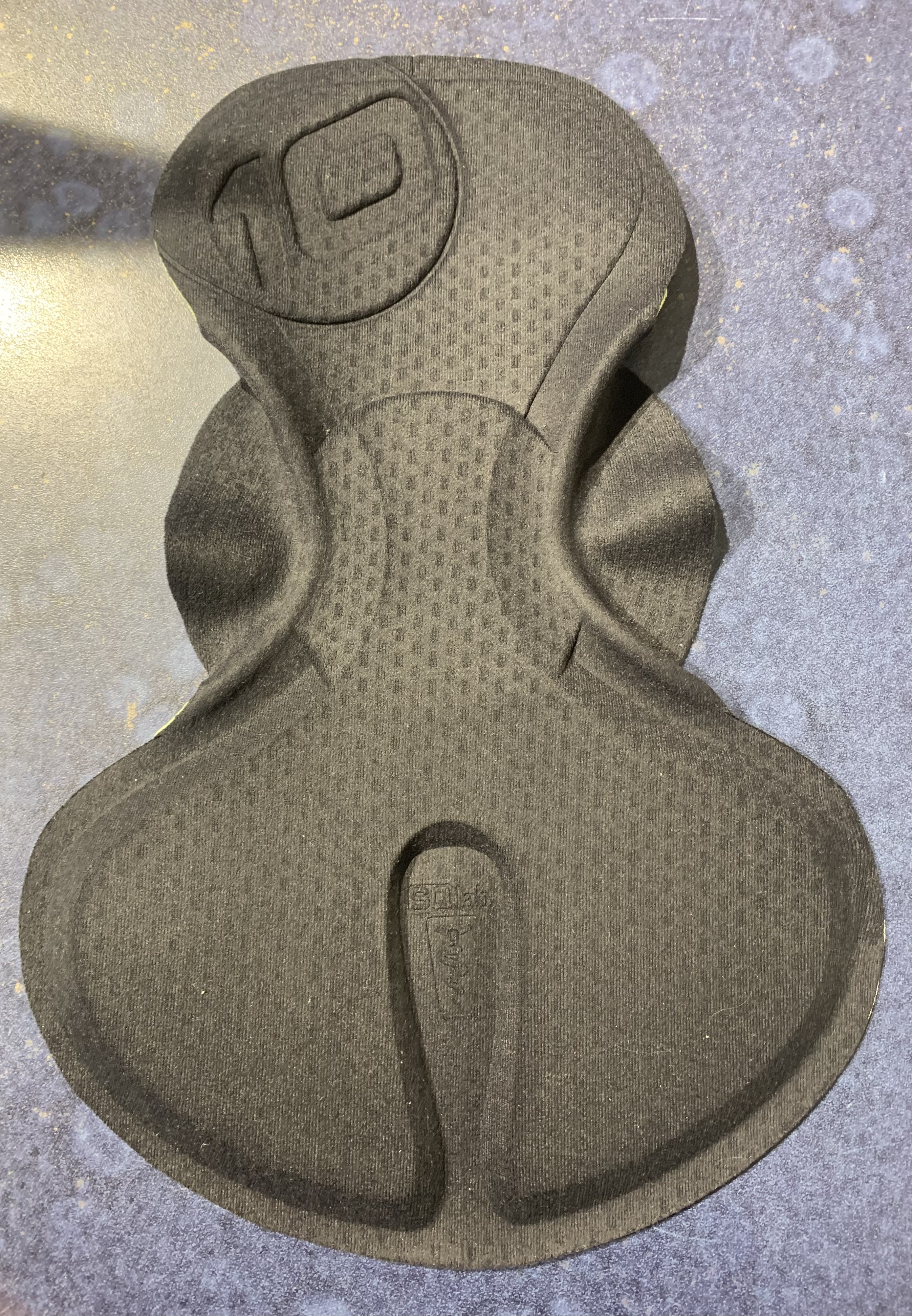
Einlage der SQlab Shorts

Auch im Bereich Unterziehhosen ist SQlab tätig. Eine speziell entwickelte Einlage, welche TPE-Gel enthält sorgt, wie bei den Sätteln, zur Druckentlastung im Dammbereich des Mannes und des Schambeinbogen der Frau. Die Gelpads bleiben durch den straffen Überzug in Form.

## Patentstreits
2010 wurden die 711er Griffe wegen eines Patentstreits mit einem Mitbewerber vom Markt genommen. 2014 mahnte RTI Sports SQlab ab, da diese mit ihren 711 Stubby einen Griff mit integriertem Barend verkauft haben. 2020 wurde das Patent von RTI Sports voll umfänglich von der Beschwerdekammer des europäischen Patentamts widerrufen. Die Griffe sind seit dem wieder im Handel erhältlich.
2017 gab es einen Patentstreit mit der Firma Skopre über die 411 Innerbarends.
Wegen einer unklaren Patentsituation wird der Infinergy Dämpfer seit 2020 vorerst nicht mehr verbaut.

## Auszeichnungen
- 2. Platz Shop Award 2020 in der Kategorie "Beste Beratung"[22]
- Eurobike Award 2005 für den 602 Sattel
- Eurobike Gold Award 2010 für den Race 611 Sattel[23]
- Eurobike Gold Award 2018 für die Griffserie[17]
- Design & Innovation Award 2017[24] & 2020[25]